# Graugrüne Nabelmiere
Die Graugrüne Nabelmiere (Moehringia glaucovirens) ist eine Pflanzenart aus der Gattung der Nabelmieren (Moehringia) innerhalb der Familie der Nelkengewächse (Caryophyllaceae). 

## Beschreibung

### Vegetative Merkmale
Die Blaugrüne Nabelmiere ist eine ausdauernde krautige Pflanze, die Wuchshöhen von bis zu 15 Zentimetern erreicht. Sie wächst rasenförmig und die oberirdischen Pflanzenteile sind blau-grün. Der „Wurzelstock“ ist kräftig und verholzt. Sie bildet zahlreiche, aufrechte, sehr feine, zerbrechliche Stängel, die nur am Grunde verzweigt sind.
Die Laubblätter sind gegenständig am Stängel angeordnet. Die einfach Blattspreite ist bei einem Durchmesser von 0,4 bis 0,5 Millimetern halbstielrund, relativ dick, schmal-linealisch und fast nadelförmig bis fadenförmig. Die mittleren Laubblätter sind etwa so lang wie die Internodien.

### Generative Merkmale
Die Blütezeit reicht von Juli bis August. Die Blüten stehen einzeln endständig oder zu zweit bis dritt locker in einem zymösen Blütenstand zusammen. Die Blütenstiele sind sehr dünn und 2 bis 3 Zentimeter lang.
Die zwittrige Blüte ist meist fünfzählig mit doppelter Blütenhülle. Die fünf Kelchblätter sind länglich-eiförmig mit spitzem oberen Ende. Die fünf Kronblätter sind weiß, ganzrandig und wenig länger als der Kelch. Es sind zwei Kreise mit je fünf Staubblättern vorhanden, die am Rand eines Drüsenrings eingefügt sind. Der Fruchtknoten ist kugelig. Es sind drei Griffel vorhanden.
Die reife Kapselfrucht öffnet sich meist in sechs Fruchtklappen. Die Samen sind rundlich-nierenförmig, glänzend schwarz und fast glatt.

## Vorkommen
Die Blaugrüne Nabelmiere ist ein Endemit der Südalpen und kommt in den Judikarischen Alpen und in den Dolomiten vor. Sie steigt am Monte Tombea von 700 Metern bis 2000 Metern auf. In den Dolomiten erreicht sie sogar 2200 Meter.
Die Blaugrüne Nabelmiere gedeiht an steilen Felswänden und in schattigen regengeschützten „Balmen“ auf Kalkböden. Begleitpflanzen sind öfter der Spinnweben-Steinbrech (Saxifraga arachnoidea), die Wiesenrautenblättrige Akelei (Aquilegia thalictrifolia) oder der Felsen-Seidelbast (Daphne petraea).

## Taxonomie
Die Erstbeschreibung von Moehringia glaucovirens erfolgte 1847 durch Antonio Bertoloni in Flora Italica, Band 6, S. 626. Ein Synonym für Moehringia glaucovirens Bertol. ist Moehringia glauca Leybold.